# Golpe de Estado en Egipto de 2013
El golpe de Estado en Egipto de 2013 tuvo lugar el miércoles 3 de julio de 2013, cuando el presidente del Consejo Supremo de las Fuerzas Armadas, Abdul Fatah al-Sisi, derrocó con ayuda del Ejército al presidente del Gobierno egipcio, Mohamed Morsi, el primer jefe de Estado egipcio elegido democráticamente en la milenaria historia del país. Tras la asonada militar, los golpistas suspendieron la Constitución.
Este suceso fue una reacción a las protestas que tenían lugar desde el sábado 29 de junio, cuando miles de manifestantes se reunieron en la Plaza de la Liberación en el centro de El Cairo, Egipto, para exigir la renuncia inmediata del presidente del Gobierno egipcio, Mohamed Morsi, debido al malestar económico y social.
Las manifestaciones, que congregaron a millones de personas y cuyos organizadores aseguraron haber recogido 22 millones de firmas para la revocación de Morsi, provocaron la dimisión de numerosos ministros del Gobierno y una gran inestabilidad en el país africano. Ante esta situación, el general Al-Sisi declaró un ultimátum para la dimisión del Gobierno y, ante la negativa de Morsi de renunciar al poder, se ordenó su detención.
Tras esto se creó un Gobierno interino con Adli Mansur como primer ministro y se fijó la convocatoria de elecciones, al mismo tiempo que se inició el proceso de redacción de una nueva Constitución. Paralelamente, se generó un clima de violencia civil en el cual la policía y los manifestantes se enfrentaron a los defensores del partido político de Morsi, cuyos más altos miembros fueron detenidos por la Policía, y que se saldó con cientos de muertos.

## Antecedentes

### Revolución egipcia y protestas anti-Morsi

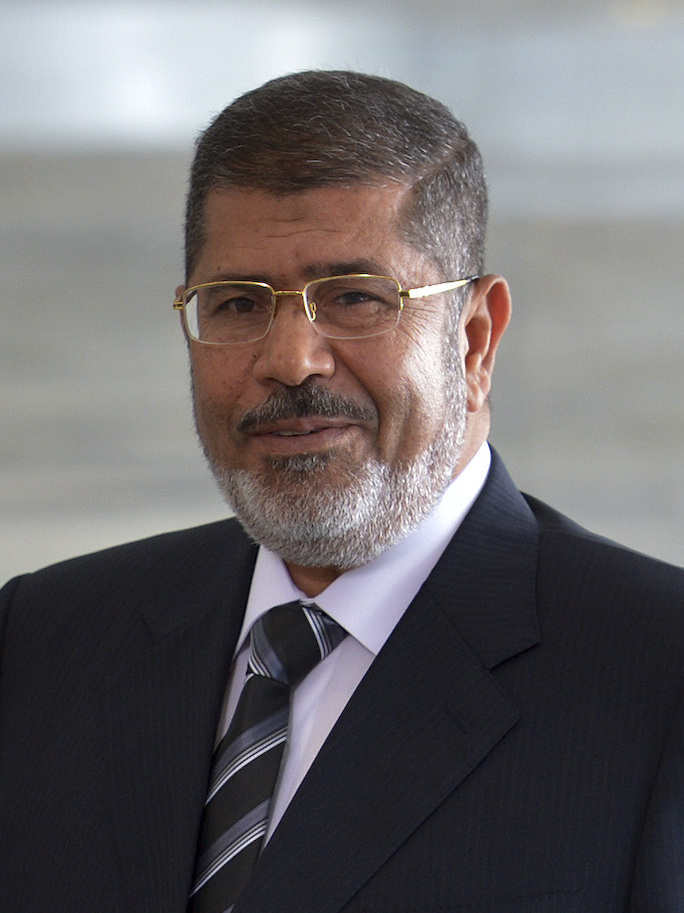
El presidente Mohamed Morsi, quien fue derrocado en el golpe de Estado.

En 2011 tuvo lugar la llamada revolución egipcia, que derrocó al dictador Hosni Mubarak, que llevaba en el poder desde 1981, a través de numerosas protestas y manifestaciones.
Tras la salida de Mubarak, que había estado gobernando Egipto por la fuerza durante 30 años, se convocaron elecciones presidenciales en las cuales Morsi participó como candidato del Partido Libertad y Justicia, musulmán, fundado por los Hermanos Musulmanes. Se lo consideró un moderado dentro del movimiento islamista. Tras dos rondas, Morsi resultó ganador en las elecciones con el 51.9% frente a Ahmed Shafik con 48.1%.
La presidencia de Morsi se caracterizó por los problemas económicos (desempleo, carestía de gasolina...) y sociales. En política nacional, Morsi intentó aumentar la influencia del islam en la comunidad egipcia. Todo ello ha hecho que su popularidad cayera y que la oposición se manifestara en numerosas ocasiones. Destacan las protestas de noviembre y diciembre de 2012, las cuales estallaron el 23 de noviembre como respuesta contra la nueva ley que concentraba nuevos poderes en la figura del presidente, contemplando amplios poderes de supervisión e inmunidad legal para su persona.

### Movimiento Tamarod
En junio de 2013 varias manifestaciones masivas fueron planeadas por Tamarod («rebelión» en lengua árabe), un movimiento que aseguró haber acumulado más de 22 millones de firmas a favor de la dimisión de Mursi. Tamarrod fue fundada en abril de 2013 por los miembros del Movimiento Egipcio por el Cambio, que se formó en 2004 para impulsar la reforma política bajo el gobierno del expresidente Hosni Mubarak.

### Protestas de junio de 2013

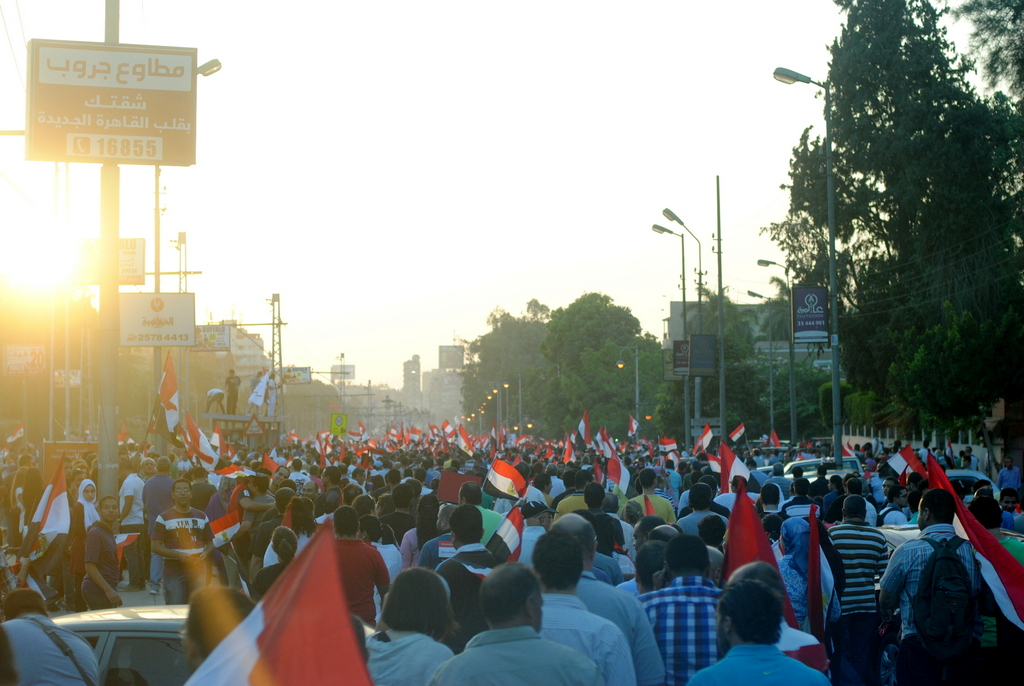
Marcha anti-Morsi en El Cairo (28 de junio de 2013)

El sábado 29 de junio varios manifestantes organizados por la red Tamarod, se congregaron en algunas ciudades de Egipto para pedir la dimisión inmediata de Mursi tras asegurar que habían recogido más de 22 millones de firmas en su contra.
Al día siguiente, el domingo 30 de junio, el número de manifestantes se había incrementado: más de dos millones de manifestantes contrarios al gobierno salieron a las calles para unirse a las masivas manifestaciones. En El Cairo, decenas de miles de manifestantes se congregaron en la Plaza de la Liberación y frente al palacio presidencial, mientras que otras manifestaciones se llevaron a cabo en las ciudades de Alejandría, Puerto Saíd y Suez. Las manifestaciones, que habían sido en gran medida pacíficas, se tornaron violentas cuando cinco de los manifestantes murieron en enfrentamientos y tiroteos separados. Al mismo tiempo, los seguidores de Morsi realizaron una manifestación en Ciudad Nasr, un distrito de El Cairo.
En la mañana del lunes 1 de julio, las manifestantes anti-Morsi saquearon la sede nacional de los Hermanos Musulmanes en El Cairo. Los manifestantes lanzaron objetos en las ventanas y saquearon el edificio, llevándose equipos de oficina y documentos. El Ministerio de Salud confirmó la muerte de ocho personas en los enfrentamientos en torno a la sede de Mokattam.

## Ultimátum militar
Horas más tarde en ese mismo día, el jefe de las Fuerzas Armadas de Egipto, Abdul Fatah al-Sisi, emitió un ultimátum de 48 horas que dio a los partidos políticos del país hasta el 3 de julio para responder a las demandas del pueblo egipcio. El ejército egipcio también amenazó con intervenir si el conflicto no se resolvía entonces:

"Si las demandas de la gente no se realizan en el periodo definido, entonces corresponderá [a las Fuerzas Armadas] anunciar una hoja de ruta para el futuro"
Abdul Fatah al-Sisi

Los manifestantes anti-Morsi concentrados frente al Palacio Presidencial y en la Plaza Tahrir en El Cairo saludaron con gritos el comunicado militar. Varios helicópteros del Ejército sobrevolaron la plaza como señal de apoyo. Por su parte, la principal coalición opositora, el Frente de Salvación Nacional (FSN), apoyó la medida.
Paralelamente, cuatro ministros también renunciaron el mismo día, incluyendo al ministro de Turismo, Hisham Zazou, el ministro de comunicación e IT, Atef Helmi, el ministro de Estado para asuntos jurídicos y parlamentarios, Hatem Bagato, y el ministro de Estado para asuntos ambientales, Khaled Abdel Aal.
El martes 2 de julio se inició con más protestas y la dimisión de Mohamed Kamel Amr, el ministro de Exteriores. La presidencia anunció su rechazo al ultimátum militar y aseguró que ya había iniciado su propio proyecto de reconciliación nacional. En un discurso nocturno televisado, Morsi declaró su intención de no dimitir, ya que era "el presidente legítimo", y dijo estar dispuesto a proteger su cargo "con su propia sangre". Sobre las protestas, Morsi acusó a los partidarios de Hosni Mubarak de haberlas provocado para derrocar a "la democracia".
Los líderes militares lanzaron inmediatamente después un mensaje titulado "Las Horas Finales", en el que aseguraron estar dispuestos a derramar su sangre contra "los terroristas y los necios".

## Golpe de Estado
El miércoles 3 de julio, el día que el ultimátum expiraba, el Ejército se reunió con varias fuerzas políticas del país para trazar una hoja de ruta ante la negativa de Morsi de abandonar su cargo. En la reunión, a la cual la Hermandad musulmana se negó a acudir, se formó una coalición entre los líderes del Frente de Salvación Nacional (Mohamed el-Baradei), el movimiento Tamarod (Mahmoud Bahr), el Partido al-Nour (Younes Makhioun), la autoridad islámica de al-Azhar (Ahmed el-Tayeb) y la iglesia copta (papa Teodoro II).
En torno a las 17:00 (hora de Egipto), el ultimátum del ejército llegó a su fin y, mientras que millones de manifestantes anti-Morsi se congregaban en la Plaza Tahrir, los miembros del Ejército tomaron numerosos lugares en El Cairo, como la sede de la televisión, puentes, calles, centros gubernamentales, etc. La residencia presidencial y el palacio de gobierno fueron rodeados y el presidente Morsi fue detenido, encontrándose hasta el día de hoy en la sede del Ministerio de Defensa de Egipto.
Tras el golpe de Estado, el general al-Sisi intervino en la televisión pública egipcia ERTU junto con el-Baradei, el-Tayeb, Teodoro II, Badr y Makhioun. En él, la junta militar anunció:
- El derrocamiento oficial del presidente Mohamed Morsi y su gobierno.
- La suspensión de la Constitución y la convocatoria de elecciones.
- El nombramiento del jefe de la Corte Constitucional, Adli Mansour, como presidente provisional de Egipto.[22][24][23]

Luego de esto, las Fuerzas Armadas de Egipto ocuparon los restantes lugares gubernamentales[cita requerida] y tomaron el completo control del país.

## Sucesos posteriores

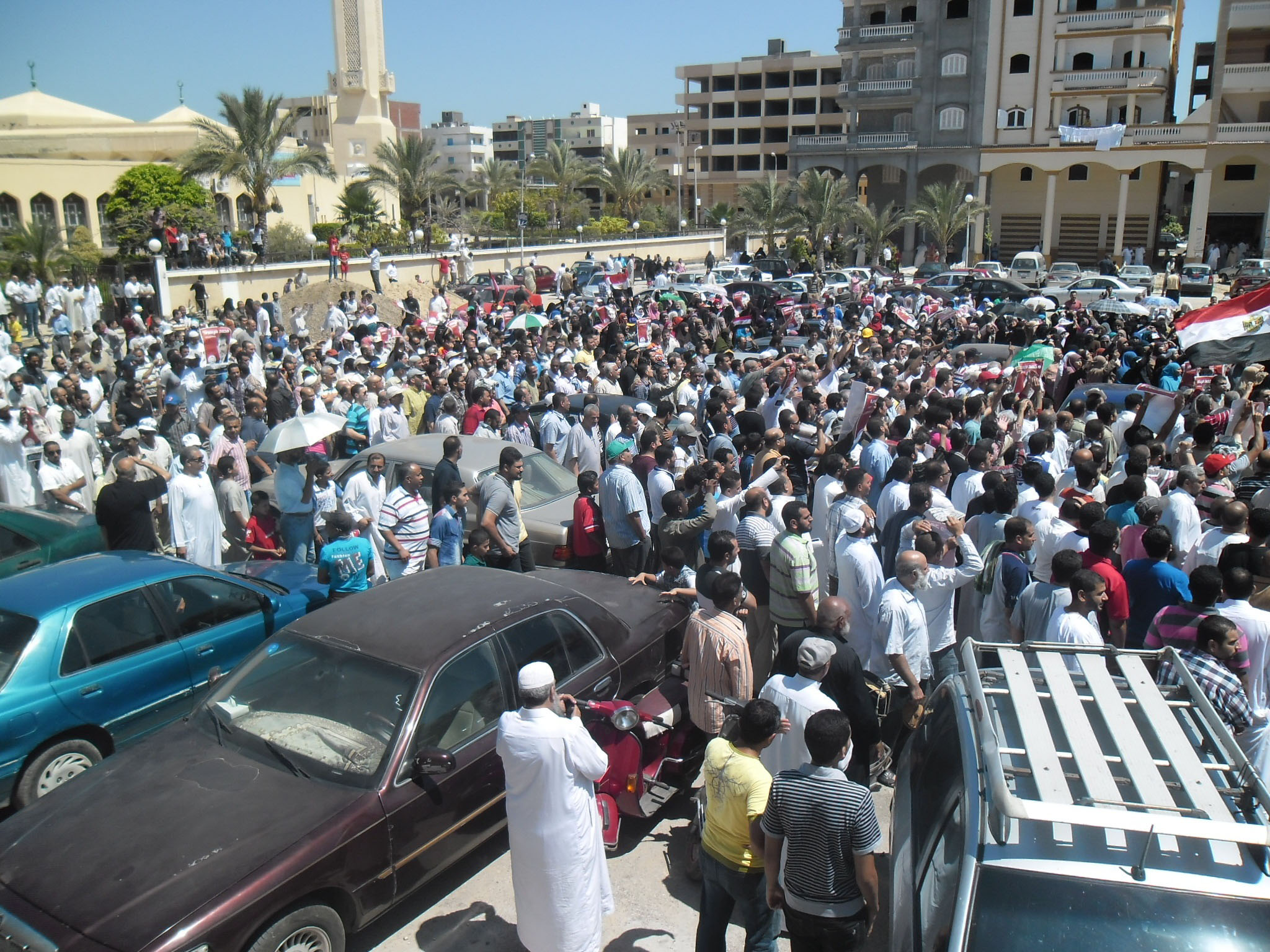
Partidarios de los Hermanos Musulmanes en Damieta

Tras el derrocamiento de Mohamed Morsi, miles de personas que apoyaron al depuesto presidente, así como también miembros de su gobierno, se congregaron en distintos puntos del país para protestar en contra de los nuevos gobernantes y para mostrar su oposición al Golpe de Estado. Varias de las manifestaciones derivaron en choques entre el ejército egipcio y los manifestantes, algunos de ellos armados, entre los que destacan:
- El 8 de julio, los Hermanos Musulmanes declararon una intifada contra las fuerzas armadas e intentaron asaltar el club de oficiales de la Guardia Republicana. El Ejército, alegando que los manifestantes tenían armas de fuego y artefactos incendiarios, reprimió la protesta,[25] causando más de 50 muertos y cerca de 450 heridos, lo que la Hermandad calificó de "masacre".[26] Tras los violentos altercados, el Partido al-Nour retiró su apoyo a la coalición gobernante y se opuso al nuevo gobierno.[27]

- El 14 de agosto, el Ejército disolvió por la fuerza las acampadas masivas que habían instalado los partidarios de Morsi en las plazas cairotas de Nahda y Raba al Adawiya. Asegurando que algunos de los manifestantes estaban armados, la policía usó gases lacrimógenos y balas reales[28] para dispersarles,[29] lo que derivó en enfrentamientos que causaron un elevado número de fallecidos: 595 civiles,[30] 43 policías[31] y dos periodistas extranjeros, según el Ministerio de Sanidad.[32] Paralelamente, el Ministerio de Transporte paralizó las vías ferroviarias egipcias para impedir la llegada de más manifestantes a El Cairo.[29]

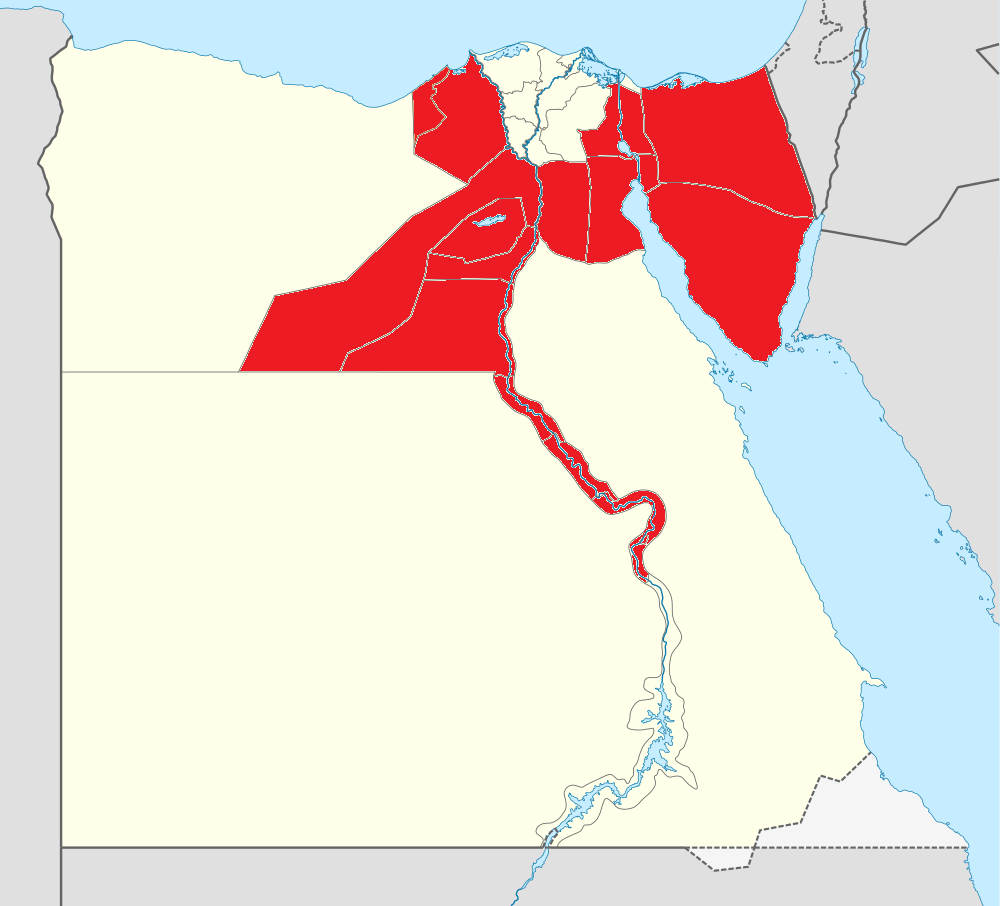
Mapa de las gobernaciones egipcias en las que se declaró un toque de queda tras los violentos choques del 14 de agosto

La controvertida actuación de la policía, motivó al vicepresidente Mohamed el-Baradei a anunciar su dimisión; por su parte el presidente interino, Adli Mansur, declaró el Estado de Emergencia.
No obstante, y a pesar de la inestabilidad social, el nuevo presidente interino Adli Mansur siguió con su hoja de ruta y nombró a Hazem el Beblaui como primer ministro de Egipto. Los miembros del nuevo gobierno egipcio tomaron posesión de sus cargos el martes 16 de julio El nuevo gobierno estaba formado por liberales y tecnócratas y no incluía a ningún islamista. En él figuraban tres mujeres.
El puesto de vicepresidente, que originalmente lo ostentó Mohamed el-Baradei hasta su dimisión, está vacante.
Paralelamente, la Fiscalía Egipcia empezó un procesó legal para la disolución de la Hermandad Musulmana. Para mediados de agosto, la mayor parte de la cúpula de la organización había sido detenida, incluido su líder Mohamed Badía, que fue reemplazado por Mahmoud Ezzat. Igualmente alargaron la prisión preventiva para el -expresidente Morsi, acusado de espiar para el grupo palestino Hamás con el objetivo de perpetrar "acciones enemigas contra el país" y el asalto a una cárcel.
El 23 de septiembre la Hermandad Musulmana fue finalmente ilegalizada por la Justicia por "usar sus instalaciones para almacenar explosivos" y ser una amenaza a la unidad y seguridad nacionales. Asimismo se confiscaron todos sus bienes, y se disolvieron organizaciones asociadas.
La Hermandad Musulmana, al haber sido descabazada, no fue capaz de volver a organizar grandes protestas, pero la violencia siguió, especialmente contra los cristianos, a los que acusaron de respaldar el Golpe. Muchos miembros de la comunidad copta fueron asesinados, y solamente durante la primera quincena de agosto, se habían quemado 49 iglesias y otros tantos centros cristianos, según el Obispado de Giza.

## Reacciones internacionales
- Estados Unidos: El presidente de los Estados Unidos de América, Barack Obama, señaló el lunes 1 de julio en una conferencia de prensa en Tanzania:

Nuestra prioridad número uno ha sido asegurarnos de que nuestras embajadas y consulados estén protegidos. Número dos, en lo que hemos insistido constantemente es en que todas las partes involucradas —ya sea los miembros del partido del Sr. Morsi o de la oposición— que sigan siendo pacíficas. Y aunque no hemos visto el tipo de violencia que muchos habían temido hasta el momento, el potencial sigue ahí, y todo el mundo tiene que actuar con moderación…

- Rusia: el presidente de Rusia, Vladímir Putin, aseguró el 8 de julio que Egipto se encamina a una guerra civil similar a la que está ocurriendo en Siria:

Siria ya está inmersa en una guerra civil, por triste que parezca, y Egipto se encamina en esa dirección. Me gustaría que el pueblo egipcio pudiera evitar ese destino.

La posibilidad de una guerra civil en Egipto, fue descartada por Mounir Abdel Nour, un dirigente laico y miembro del FSN.
- Libia: el 26 de julio, tras el asesinato de un activista libio crítico con la rama de Hermandad Musulmana en su país, se iniciaron protestas en Trípoli y Bengasi, donde se prendieron fuego a las sedes de la Hermandad.[45][46] Los manifestantes usaron consignas, lemas y reclamos similares a los de las protestas en Egipto[47] y aseguraron que su país también estaba bajo la influencia directa de Mohamed Badía.[48]